# Associazione Sportiva Forlì 1939-1940
Questa voce raccoglie le informazioni riguardanti l'Associazione Sportiva Forlì nelle competizioni ufficiali della stagione 1939-1940.

## Rosa
| N. |                   | Ruolo | Calciatore          |
| -- | ----------------- | ----- | ------------------- |
|    | Italia (bandiera) | C     | Giuseppe Arezzi     |
|    | Italia (bandiera) | C     | Alvaro Bentivogli   |
|    | Italia (bandiera) | P     | Luigi Canestri      |
|    | Italia (bandiera) | C     | Mario Casali        |
|    | Italia (bandiera) | A     | Tullio Celli        |
|    | Italia (bandiera) | D     | Mario Conte         |
|    | Italia (bandiera) | C     | Edmondo Fabbri      |
|    | Italia (bandiera) | A     | Ilaro Fabbri        |
|    | Italia (bandiera) | C     | Giuseppe Ferraretti |
|    | Italia (bandiera) | A     | Giuseppe Ghermandi  |
|    | Italia (bandiera) | C     | Bruno Gramellini    |

| N. |                   | Ruolo | Calciatore           |
| -- | ----------------- | ----- | -------------------- |
|    | Italia (bandiera) | A     | Nello Liverani       |
|    | Italia (bandiera) | A     | Mario Mongiorni      |
|    | Italia (bandiera) | C     | Guido Monti          |
|    | Italia (bandiera) | A     | Elvezio Ortali       |
|    | Italia (bandiera) | D     | Mario Picci          |
|    | Italia (bandiera) | P     | Carlo Rognoni        |
|    | Italia (bandiera) | A     | Vittorio Scarpellini |
|    | Italia (bandiera) | D     | Ebro Silimbani       |
|    | Italia (bandiera) | D     | Duilio Tabanelli     |
|    | Italia (bandiera) | C     | Cesare Trentini      |